# Depredador (alienígena)
Depredador o Yautja (/jɑːˈuːtʃə/), su nombre biológico, es una criatura alienígena de ciencia ficción, destacada por ser un cazador de trofeos humanos u otras especies alienígenas peligrosas.
Su primera aparición fue en 1987 en la película Predator (Depredador), apareciendo luego en novelas, cómics, fanzines y secuelas de cine de la cadena Fox como Depredador 2, Alien vs. Predator, Aliens vs. Predator: Requiem, Predators, El Depredador y Prey.
En las películas no tienen un nombre concreto, y se les llama Yautjas, Hish, o sólo Predators. Viajan por la galaxia cazando a todas criaturas dignas de enfrentarse a sus habilidades y que suponga un auténtico reto. Creado por Jim Thomas y John Thomas, el Depredador recibió una dotación de avanzada tecnología, como ser camuflaje electromagnético y armas de energía.

## Biología
Físicamente son de forma humanoide, pero de mayor altura que el ser humano (en torno a los 2,20 m (7′ 3″) o 2,40 m (7′ 10″)) y con un cráneo muy diferente, ya que su cabeza posee ojos pequeños con esclerótica de color negro e iris de color verde, rojo o amarillo, capaces de ver solamente en el espectro de luz infrarroja y ultravioleta, una nariz que consta de unas hendiduras, boca con enormes mandíbulas cruciformes móviles, un oído bastante desarrollado y fuerza superior a la humana.
Su visión natural se basa en la percepción termográfica, aunque poseen tecnología para optimizar su espectro visual y también ver los distintos espectros de luz y calor del medio en que se encuentran. Respiran un 1 % más de oxígeno y un 4 % más de nitrógeno que los humanos. Son capaces de adaptarse a la atmósfera de la Tierra hasta una semana, más si disponen de aparatos para respirar. Su sangre está basada en el carbono y una capacidad parcial para neutralizar el ácido del xenomorfo. Su vida también es más larga, ya que tienen la capacidad de aumentar el tiempo de vida humano.
La mayoría de su cuerpo es puro músculo, pudiendo soportar un duro castigo físico. Suelen pesar entre 140 kg (308 lb) y 190 kg (418 lb) y poseen una estructura corporal relativamente fornida debido a su actividad y dieta. Tienen garras negras y fuertes. En lugar de cabello poseen una corona de conductos capilares de superficie lisa, gruesos en su parte superior, disminuyendo en los extremos hasta terminar en punta (tienen el aspecto de rastas). Estos conductos van de una sien a otra a la altura de la nuca, varían de color y forma según la edad y raza. Tienen la función de regular el calor corporal del individuo debido a que a través de ellas circula sangre, controlando el calor según sea la temperatura, alta o baja. La piel es generalmente de tonos verdes, claros u oscuros dependiendo de la zona, acompañada de escamas de color café, negras o verdes. Manos similares a las de los humanos, excepto porque los dedos acaban en garras. Pies con cinco dedos con talón a modo de espolón y su sangre es de color verde fosforescente.
Los machos de la especie son más altos y más fuertes que las hembras, con las glándulas mamarias menos desarrolladas y de menor tamaño. Las hembras emiten un almizcle al estar en celo estrogénico. Se dedican a criar y educar a sus hijos en el arte de cazar, aunque ellas normalmente no cazan, salvo en raras excepciones.
Según se puede apreciar en la película Predators, uno de los Depredadores está maniatado por otros 3, los cuales, posiblemente pertenezcan a la casta de los Mala Sangre, casta que es considerada criminal entre la sociedad Yautja.

## Presas
Sus objetivos preferidos son los Xenomorfos y la especie humana, con los que han tenido encuentros a lo largo de la historia.
Tienen contacto con los humanos desde hace 14.000 años en la Antártida, pasando por civilizaciones como el Antiguo Egipto, la cultura de Camboya y los aztecas.
Además, cazan varias especies alienígenas indefinidas, como se muestra en Depredador 2, cuando dentro de la nave se muestran diferentes y extraños cráneos en exhibición como trofeos, incluso se puede apreciar el cráneo de un Xenomorfo colgado. En la película Aliens vs. Predator: Requiem, también se puede observar una gran variedad de cráneos, incluyendo el de la especie apodada Space Jockey (Ingeniero).

## Planeta
Su nombre es Yautja Prime, un planeta árido y seco con 2 estrellas, a pesar de contar con estas características alberga vida. No solo es el planeta natal de los Yautjas, sino de otras muchas especies menores; es un lugar de extremo calor, con actividad volcánica intensa y constante, esta es la razón principal de que estas criaturas sean atraídas a lugares con mucho calor y que su equipo visual esté adecuado para ese propósito.
Tiene 2 ecosistemas: uno radiactivo, el más extenso, con desiertos infernales por los que corren ríos de lava. Otro, muchísimo menor en proporción, con bosques y junglas regados por múltiples ríos, en ambos ecosistemas existen especies nativas.
A lo largo de todo el planeta se pueden encontrar las construcciones yautjas, sea cual sea el ecosistema.
En el videojuego Alien vs Predator: Extinction, se dice que la piel de los yautjas es muy resistente al calor intenso porque viven en un planeta árido y muerto. En el filme Alien vs. Predator, al ser atacado por una antorcha casera, este no se ve dañado, pero son sensibles al frío pudiendo sucumbir a temperaturas de 10 grados, en Alien vs. Predator se puede apreciar que la armadura de los depredadores es mayor que en las demás películas ya que contaba con un sistema de calefacción.
En Aliens vs. Predator: Requiem se muestra una vista breve de su planeta, siendo este muy árido pero urbanizado, además posee 2 estrellas o estrellas binarias lo que da la impresión de un calor extremo.
En la película Predators se puede observar un planeta destinado a la cacería. En él, hay una gran selva, similar al Amazonas, con un calor extremo. Se pueden ver numerosos planetas, en el sector donde se encuentran los humanos seleccionados para ser cazados, las brújulas no marcan un lugar definido, y el sol no se mueve en ningún momento. Es posible que eso se deba a que se encuentren en el polo sur o el polo norte del planeta. En dicho planeta arman campamentos para salir a cazar. Cada temporada envían especímenes de varias especies de extraterrestres a las que cazar, en el caso de los humanos son seleccionados personas violentas que lanzan con paracaídas sobre el planeta, para después cazarlos. 
Cabe resaltar que éste no es el planeta natal, sino solo un coto de caza usado por algunos clanes para desarrollar sus habilidades y cazar libremente.
También existe la posibilidad que el trío Yautja aparecido en este film corresponda a lo que en los cómics se denomina Mala Sangre, individuos rechazados en la sociedad por no seguir las reglas de honor o las leyes de la sociedad, ya sea por tratarse de criminales o psicópatas que en general destacan por cazar y matar indiscriminadamente tomando como trofeos incluso a otros de su especie y violando las reglas de la caza (un Yautja normal nunca caza en una reserva natural, ni utiliza naves u otro complemento de caza).

## Cultura
En las películas la sociedad de los Depredadores se hace ver un gusto y una preferencia por la caza de otras especies (para coleccionar sus espinas dorsales junto con el cráneo), ya que han estado cazando humanos por lo menos desde el siglo XVIII según se afirma en la película Depredador 2, así como Xenomorfos (alien) y otras especies.
En Alien vs Predator se explica que la Tierra era una especie de campo de entrenamiento y ellos fueron los que enseñaron a las civilizaciones antiguas a construir templos para adorarlos y servirles como incubadoras vivas de los Aliens. Visitaban la Tierra a intervalos de 100 años y escogían algunos humanos para la cacería creando la última presa: el Alien. El Depredador ganador de la cacería se pondría la marca con el ácido de la sangre del Alien dibujando el símbolo propio de su tribu como parte de un ritual.
Según se ha planteado en algunos cómics, la cultura de esta raza es extremadamente civilizada y pacífica aunque en un pasado fueron una comunidad bárbara y violenta donde la guerra era común, esto ya que su raza es agresiva y violenta por naturaleza, por lo que para asegurar la estabilidad de la sociedad se instauraron las cacerías, como una forma de canalizar los instintos de los individuos.

### Leyes
Son criaturas con un alto sentido del honor y de un intelecto superior al humano:
- No atacan a mujeres embarazadas, individuos desarmados, ancianos, enfermos o niños.
- Su código de honor les exige que una derrota en combate o un fallo en la cacería que los ponga en peligro de ser descubiertos signifique su autodestrucción.
- Tomar el trofeo de otro Depredador muerto es considerado un insulto.
- No está permitido unirse a una cacería de otros guerreros y clanes o cazar sin su permiso.
- Las presas o seres de otras especies que venzan a un yautja en cacería, siempre que se trate de seres inteligentes y no de bestias salvajes, serán considerados «Notables» (exceptuando a los xenomorfos) y no podrán ser cazados o atacados por otro yautja.
- Si un yautja mata a otro, dejará de pertenecer al clan y se convertirá en un mala sangre, siendo perseguido por otros yautjas hasta matarlo.
- Si rompen una regla se los exilia del clan o incluso pueden pagar con la muerte.

### Religión
Son una cultura politeísta cuyas doctrinas religiosas están profundamente ligadas al origen y orientación de sus valores morales y éticos a la vez que su iglesia e integrantes poseen una fuerte influencia y autoridad moral y social sobre ellos.
- Cetanu, la deidad suprema de su panteón, descrito como el guerrero negro que gana todas las batallas, es decir, la Muerte. La ambición de todo yautja honorable es tener una vida que imite la naturaleza de esta deidad y lo acerque a él. No posee una forma fija y para un yautja en combate puede presentarse como un hermano, una presa, un humano o un accidente para llevarlo a su lado. Posee una naturaleza dual: Cetanu el benévolo, vestido con armadura negra y adornos y ojos dorados premia a los caídos con honor llevándolos al otro mundo; la otra es Cetanu el Destructor, yautja deforme de cuatro brazos y seis colmillos que toma las almas de los caídos en desgracia y las devora y tortura por la eternidad. El uso de camuflajes, visores y armas de larga distancia tiene para los yautjas un sentido religioso ya que es una forma de acercarse a Cetanu, quien todo lo ve, mata sin ser visto y sin tocar. Todo yautja al llegar a la adultez jura llegar a superar al primer asesino a pesar de que todos son conscientes que están destinados a fracasar. Se le representa con una estrella de seis puntas y es el protector de los árbitros.
- Dto-hult'ah, dios de la agricultura, la tierra y las emociones más tranquilas, como la paciencia, la devoción y la satisfacción, también es el patrono de las artes visuales, como el tallado y la pintura. Dto-hult'ah aparece como un Yautja vestido con una suerte de kilt, portando un morral y con sus brazos envueltos por plantas trepadoras. Es compañero de Kayana y padre de la Horda. Su símbolo es la hoja de una enredadera.
- Guan Nrak'ytara, diosa de los sueños, el aire, el cambio y la inspiración repentina. Era un yautja que aprendió los secretos de fuego, medicina y armas y los enseñó a sus camaradas en la época primitiva tras superar tres tareas dadas por los dioses, alcanzando así también la divinidad. Aparece como un Yautja alado vestido con una túnica holgada y unido a un demonio. Su símbolo es la brisa.
- Ju'dha-sain'ja, dios del agua, el diluvio y el tiempo. Aparece como un Yautja vestido con una túnica de escamas brillantes. Tiene largas y fluidas aletas que crecen de su espalda y dedos palmeados. Los apéndices de su cabeza siempre gotean y su símbolo es una ola.
- Kayana, la diosa de la guerra, el fuego, las emociones apasionadas como la ira, el amor y la obsesión y también la patrona de la danza y la música. Viste solo taparrabos y un pequeño peto, pero muchas veces se manifiesta desnuda, siempre envuelta en fuego. Es la madre de la Horda e hija de Cetanu y Lil-ka. su símbolo es una flama.
- Lil-ka, la diosa de la vida, la maternidad y la venganza. También llama Paa-ya, es la reina de los dioses y de naturaleza dual al igual que Cetanu su pareja. Como la Madre Lil-ka, su aspecto benévolo, posee un aspecto maternal y hermoso, vestida con túnicas pesadas y elegantes; como Lil-ka la vengadora, viste armadura y persigue a quienes violan la vida y las leyes, arrastrándolos para castigarlos. Su símbolo es un círculo.
- Mab'ii'tang, héroe castigado por los dioses con la inmortalidad por exigir lo que no era suyo, ya que el mayor honor y gloria de los yautjas es morir peleando para impresionar a Cetanu y ganar un lugar de honor en el más allá, al ser inmortal está condenado a jamás recibir su premio ni que su alma pueda descansar.
- Mara'khen, dios de las tormentas y los artesanos. El primer hijo de Kayana y Dto-hult'ah y quien menos naturaleza demoníaca posee. Tiene cuatro brazos con un arma o herramienta diferente en cada uno. El símbolo es una espada.
- La Horda, los miles de hijos demoníacos de Kayana. El tema de las pesadillas. Suelen estar al servicio de Cetanu y Lil-ka para llevar justicia a quienes han violado las leyes. Ocasionalmente se liberan para causar problemas. A menudo espían para Kayana. Muchos deambulan por el mundo físico contando historias e interviniendo en los asuntos de los mortales.
- Sacerdotisas, mayor cargo que una hembra puede alcanzar y al que puede aspirar en su sociedad, atienden los templos de sus dioses y poseen una autoridad casi a la par de los Ancianos y el respeto de estos, cuando toman una decisión cualquier macho con un estatus igual o inferior a un Honorable acata sin hacer preguntas.
- Sumo sacerdote, uno de los pocos cargos religiosos llevado a cabo por los varones y con autoridad por sobre las sacerdotisas aunque son muy escasos. Sirven al templo de Cetanu y a pesar de dedicarse a la vida religiosa se sabe que son guerreros por encima de lo común, aunque solo cazan por motivos religiosos o para eliminar individuos o eventos de extrema gravedad que se consideren heréticos o pecaminosos para su sociedad.

### Rituales
Suelen tener en su sociedad varios rituales dependiendo de la edad del Predator:
- El de iniciación, donde se enseña a los jóvenes el arte de la caza.
- El de sangrado, que es la graduación de los yautjas y su primera cacería.
- El ritual del ascenso, que se conseguirá gracias a la dificultad de las cacerías en las que toma parte el yautja.
- El ritual de la caza que es la pieza fundamental de su sociedad.
- La castración, que se produce como un castigo en caso de un problema grave en el cumplimiento del código.
- El trenzado que muestra el cazador.
- El cortejo, donde el macho vuelve a su planeta en la época exacta y presenta sus trofeos para conquistar a la hembra.
- Los concilios que se realizan cada década antes del cortejo y son presididos por los yautjas más viejos.
- El funeral, que depende del grado de importancia del cazador en su sociedad, si no tuvo gloria se deja en el mismo sitio que murió y si ha sido honorable se le dan los honores precisos.

### Orden social
El orden social de los Depredadores está compuesto por:
- Cazadores: ninguna especie se compara con ellos. Su altura es de 2,40 m (7′ 10″), fuertes, silenciosos y hábiles para cazar, son los más destacados en el orden social.
- Ancianos: los más poderosos, que han efectuado cientos de cacerías.
- Honorables: élite social con grandes trofeos.
- Árbitros: agentes de la ley; jueces, jurados y verdugos de los infractores, usan armaduras plateadas y parte de sus responsabilidades es cazar a los mala sangre.
- Guerreros: no cazan junto al clan y participan en solitario, son los más silenciosos para la caza.
- Sangrados: ya han cazado bastante y son un poco mayores.
- Jóvenes sangrados: guerreros recientemente sangrados.
- Sin sangrar: son los más pequeños de la sociedad que todavía no pueden luchar.
- Indeseables: débiles y/o cobardes que no accedieron al ritual de iniciación.
- Mala sangre: deshonrados, psicópatas o criminales considerados peligrosos deshonrosos para el clan.
- Predalien: híbridos nacidos de Yautjas infectados por Xenomorfos, son un tabú y una blasfemia para la especie, deben ser asesinados inmediatamente y sin contemplaciones.

### Notables
Los llamados «Notables» son individuos de otras especies que han demostrado un honor y habilidad dignos de alabanza a los ojos de los Yautjas, por lo que ante ellos ascienden a un nivel por encima del resto de su especie, abandonando el estereotipo de "trofeo" y pasando a ser visto como un guerrero o cazador; se consideran intocables para otros Depredadores, prohibiendo su caza, otros lo son al vencer a una presa superior (como xenomorfos). Se les reconoce porque generalmente reciben como premio el arma de una presa vencida anteriormente. 
El primero de todos los Notables del universo AVP fue Mike Harrigan, quien venció a un cazador en una pelea mano a mano recibiendo como regalo de parte del Elder de esa expedición un pistolete con un grabado que dice: "Raphael Adolini, 1715" del siglo XVIII como reconocimiento. Otro caso conocido en la época contemporánea fue Alexa Woods quien acompañó a un joven cazador en su iniciación, ganando el derecho a ser reconocida como un cazador iniciado y recibiendo como tal la marca del clan además de la lanza personal del Elder que comandaba la partida de caza.
En los cómics, el primer notable hizo su aparición en Aliens Versus Predator, el primer crossover de ambas sagas publicado en 1990, ella fue Machiko Noguchi, una joven ejecutiva de la Corporación Chigusa, encargada de la administración de Prosperity Wells, la colonia ganadera del planeta Ryushi; aunque en un inicio se le muestra como una oficinista que jamás sale de su despacho, demostró durante el incidente poseer grandes habilidades con las artes marciales y armas de fuego. Los colonos ignoraban que este planeta era un coto de caza yautja utilizado para probar a los Sin Sangrar en un combate contra xenomorfos que ellos mismos liberaban en el planeta, desgraciadamente la nave yautja se estrella al aterrizar y Cuerno Roto, el guerrero a cargo de supervisar a los Sin Sangrar, queda gravemente herido por lo que los jóvenes sin supervisión, se salen de control cazando humanos por diversión, incluyendo ancianos y niños. Cuerno Roto, en pago por la ayuda médica que recibe de los humanos se dedica a protegerlos de xenomorfos y yautjas por igual y finalmente, al morir peleando contra la reina lado a lado con Machiko, le da a ésta la marca de su clan con sus últimas fuerzas como reconocimiento de que es un Notable.
El regalo con que el elder reconocer a Harrigan como un notable en el segundo film tiene su explicación en el cómic Predator 1718, donde se relata que cuando este elder aun era un muchacho se hizo camarada de un pirata llamado Rafael Adolini y juntos combatieron a una tripulación amotinada, antes de morir por sus heridas Adolini obsequió su arma al yautja diciéndole "Take it" (tómala), acto que este repetiría con Harrigan como una forma de reconocerlo como alguien al mismo nivel que el primer notable que conociera en su juventud.
En el cómic Batman vs Depredador, al finalizar la batalla donde Bruce Wayne casi mata al cazador, aparece una delegación de éstos, obligando a que el vencido se inmole con una espada. Una vez hecho esto, la espada le es ofrecida a Wayne como premio y reconocimiento. De la misma forma en Depredador vs Magnus Robot Fighter después que Magnus derrota al cazador sus camaradas le ofrecen un anillo del vencido como reconocimiento.
A pesar de que el Notable es respetado por los Yautjas, si debe convivir con ellos será un paria en la comunidad; aun si se le permite participar en las cacerías, quedará clasificado con un nivel intermedio entre los jóvenes sangrados y los sin sangrar y siendo relegado a comunicarse solo a través del lenguaje de la caza, un idioma por señas usado durante la cacería, ya que no se le considera digno de aprender el lenguaje social de la especie.
Aunque rara vez ocurre, puede darse el caso que un cazador mate a un inocente o intente cazar a un «Notable». En este caso se declara una «cacería» contra el Depredador renegado, que sólo concluye con la muerte de éste.

## Tecnología

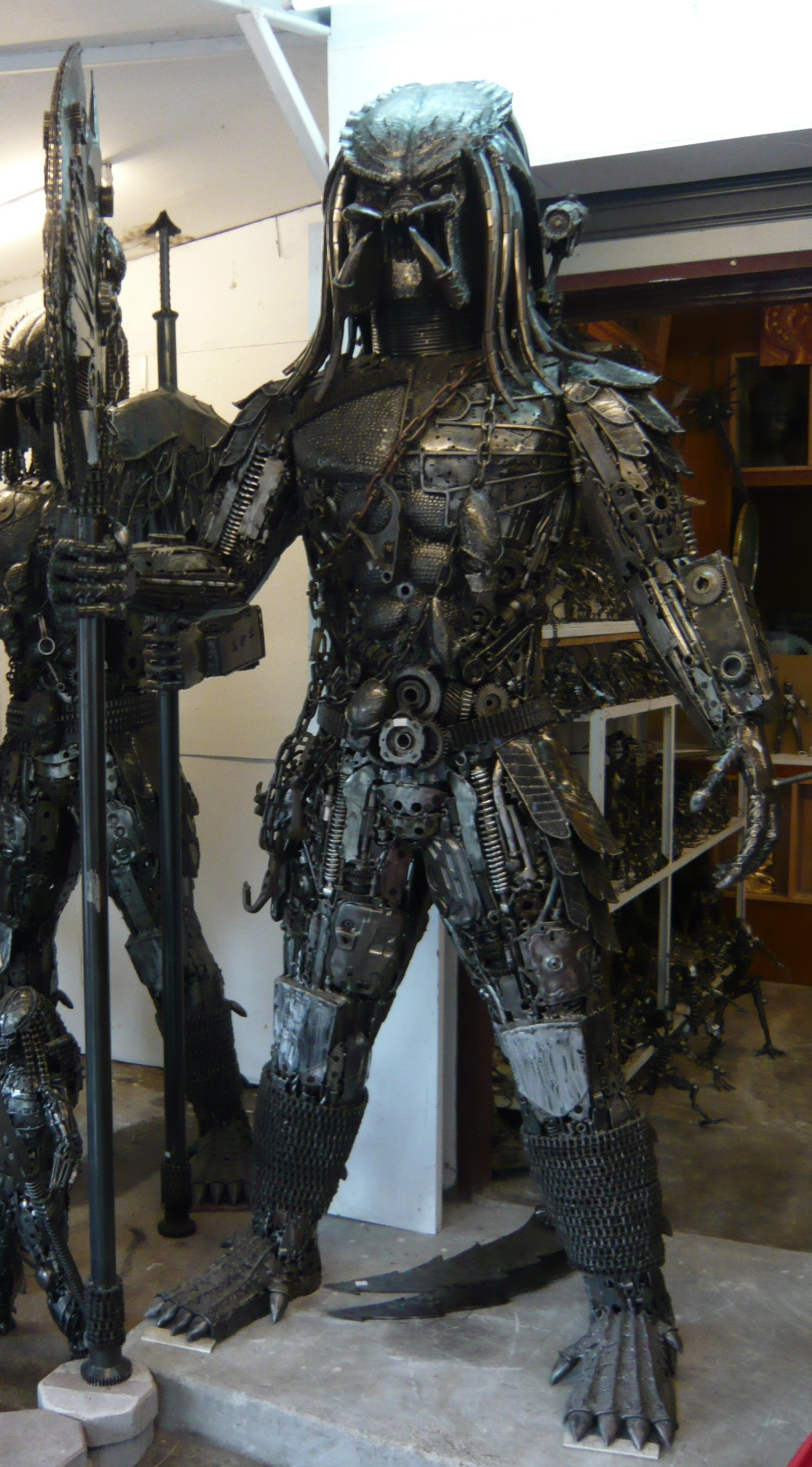
Escultura del Depredador

Poseen una muy avanzada tecnología, siendo capaces de construir armas que disparan proyectiles de energía, potentes explosivos o sofisticados sistemas electrónicos. También aplican este alto nivel tecnológico a armas más básicas como las cuchillas, las lanzas o las redes ya que, según ellos, es un modo más honorable de cazar. Entre los sistemas más famosos que poseen se encuentran la máscara que les proporciona distintos modos de visión, cañones de plasma de gran precisión y un dispositivo de camuflaje óptico que les ayuda en su labor, mediante el cual adoptan una casi completa invisibilidad. 
Destaca también el uso del plasma, cuarto estado de la materia y que es alcanzado cuando el material alcanza altas temperaturas, que se pueden obtener colisionando un grupo de átomos del elemento elegido contra un haz de neutrones y controlarlo mediante un campo magnético. También es muy importante el resistente metal que llevan en sus armaduras, ya que se trata de un material similar al aluminio en ligereza y resistentes a los ácidos xenomorfos por ejemplo; también según el rango que posean las armaduras son más resistentes.
Según se ha planteado, es posible que esta raza haya estancado su avance tecnológico a propósito, esto se expone con base en que la tecnología que presentaban al llegar a la Tierra hace miles de años, la utilizada en la actualidad y la que se observa siglos en el futuro es similar, muy posiblemente por su apego a las tradiciones y al combate frontal, por lo que solo utilizan la tecnología necesaria para enfrentar y viajar hasta sus objetivos. Sin embargo en la película Predators, se menciona que aprenden de las técnicas y armas de los notables que logran vencerlos y están en constante evolución en cuanto a procedimientos y posiblemente también en las mejoras a sus armas.

### Equipo
El equipo es creado enteramente por el propio clan al que pertenece el Predator, es fabricado bajo un ritual y es entregado justo antes de su "sangrado". 
Se compone de varios tipos de armaduras:
- Armadura básica: consta de una malla que no ofrece ningún tipo de protección, pero mantiene el cuerpo caliente.
- Armadura de cazador: es ligera, maniobrable y ofrece protección en las partes más vulnerables. Dependiendo de la presa pueden cubrir una mayor parte, la modifican para que sea inmune al ácido de los xenomorfos o añaden partes del espécimen que van a cazar como el exoesqueleto.
- Armadura de caza de "alto rango": poseen más capas de armadura, son más resistentes a los golpes y disparos. Pueden tener partes de sus víctimas, el casco está en su totalidad señalado con marcas de cazador.
- Armadura de guerra: no usada para cazar, solo para épocas de guerra, cubre todo el cuerpo menos la cabeza del individuo.
- Armadura ceremonial: usada por castas superiores o cazadores de gran prestigio en ceremonias.

La armadura está compuesta de rodilleras, espinilleras, botiquín, placas metálicas (hombreras, pectorales, musleras...), sistema informático, casco, máscara de emergencia de metano, manto de camuflaje, brazales con los mandos del computador y computadora de brazo.

### Naves
Dependiendo de la utilidad y la cantidad de predadores que viajen en la nave pueden ser de varios tipos:
- Las cápsulas de inserción: suelen tener forma de capullos florales, son largos y aerodinámicos. Normalmente para un único Predator, poseen poca maniobrabilidad ya que el vehículo se suele dejar caer en la atmósfera.
- Rer'uda o Transbordador: es una nave pequeña para un solo cazador, de corto alcance y que se deja caer libremente en la atmósfera.
- Nave estándar o Man'daca: es el lugar donde viven los miembros de las castas. Los cazadores duermen en el suelo y las castas superiores tienen sus propios cuartos y comida mejor.
- Nave Madre o Jag'd'ja Atoll: son bases móviles, independientes y que contienen naves estándar debido a su gran tamaño y capacidad.

Todos los tipos de nave vienen equipadas con un piloto automático, autodestrucción, tarjeta de análisis, protección de ambiente, cargas de propulsión y manto de camuflaje.

### Armas
Las armas son variadas en las películas, y en el videojuego Aliens versus Predator 2 son mencionadas algunas.

#### Escáner detector
Es una de sus nuevas herramientas que utiliza para rastrear enemigos basándose en su ADN el cual se puede tomar de muchas maneras, por ejemplo en Aliens vs. Predator: Requiem el Predator Wolf lo usa para rastrear a un abrazacaras.

#### Biomáscara
Su máscara es un ejemplo de gran avance ya que tiene tecnología biológica. Tiene varios diseños que varían según el clan al que el Predator pertenezca o en el rango que esté. Algunas de sus funciones son máscara antigás, respirador, amplificador de voz y sonido, múltiples modos de visión, función de acercamiento (zoom), capacidad de diagnóstico del sistema, rastreo y comunicación, entre otros.
El casco sirve para detectar blancos y mediante un apuntador láser que guía los disparos del cañón en el hombro de la criatura, además de utilizarlos como protección contra el abrazacaras. Cada individuo tiene una colección propia de máscaras.

#### Dispositivo de encubrimiento
Este dispositivo le proporciona camuflaje durante la cacería haciéndolo muy difícil de localizar, aunque no es completamente invisible. Cuando el Predator se mueve se puede apreciar una estela. Esta tecnología también es usada en sus naves. Dicha tecnología falla al contacto con el agua. No funciona cuando combaten a los Aliens ya que estas criaturas usan su sentido del olfato para detectar a sus presas y también se guían por las feromonas que desprende el Predator.

#### Sistema de autodestrucción
Es su dispositivo de autodestrucción y es utilizado como medio y último recurso para salvaguardar su honor después de fallar en la cacería (ya que prefieren morir con honor que vivir como cobardes o débiles), también para aniquilar grandes nidos de Xenomorfos o una epidemia de estos fuera de control, como se vio en la película Alien vs. Predator ya que es un dispositivo que puede ser depositado. Es termonuclear de tecnología superior, destruye todo en un área de 810 metros a la redonda y forma parte de la armadura del cazador.

#### Naginata
Arma ceremonial con aspecto de una vara con cuchillas en ambas caras que cortan cualquier cosa. Mide unos dos metros y medio de altura y pesa dos kilogramos. Proporciona distinción entre el resto al individuo que la posee.

#### Arma de plasma (Sivk'va-tai)
También conocido como cañón tri, de plasma o arma de hombro, trabaja junto con su máscara para adquirir blancos, es su arma principal, posee un gran alcance y su potencial destructivo es tremendo siendo capaz de atravesar cualquier blindaje personal conocido por el ser humano ya que acumula energía gracias al traje; sin embargo también posee una pequeña fuente de poder interior para que en caso de que su alimentador de poder se dañe puede ser reemsamblada como un rifle de mano aunque tras dos o tres disparos debe reposar para acumular energía nuevamente. Esta arma se complementa con la biomáscara, donde una mira láser de tres haces señala al objetivo; además la base del cañón imita el movimiento de la máscara, de forma que si el portador gira su cabeza el arma pueda apuntar en la dirección donde esté mirando.

#### Láser de pulsera o antigua arma de plasma
Antigua versión del arma de plasma equipada en la base de la mano o sobre el antebrazo que dispara un láser. Solo aparece en Alien Versus Predator 2. Gasta mucha energía.

#### Pistola de plasma (Taun'dcha)
Un dispositivo más moderno que la pistola de hombro, puede disparar esferas de energía a gran velocidad y provocar un pequeño bombardeo de un área el cual electrifica y paraliza presas, se utiliza sobre todo para causar daños eléctricos y como aturdidor aunque no es muy cómoda y depende de la agilidad del Predator.

#### Lanza (Ki'cti-pa)
Es una especie de lanza de metal duro y desconocido que se extiende y se guarda sobre sí misma. Debido a la gran fuerza de los Depredadores puede ser un arma arrojadiza temible compuesta por aleaciones irrompibles con cargas eléctricas en los extremos. Una vez lanzada mantiene línea recta constante hasta los 1000 pies, límite en el cual desciende hasta el suelo donde se vuelve a la forma habitual para ser recogida.

#### Disco Inteligente
Rápido y certero, se autoguía según la máscara del Predator, es un pequeño disco que al apretarlo se activa saliendo de él un borde afilado o varias cuchillas. Esta arma lo utiliza Harrigan (Depredador II) para herir y más tarde matar al cazador. Fabricado con los mismos materiales que la lanza, tiene facilidad para cortar y vuelve a las manos de su tirador como si de un bumerán se tratara.

#### Lanza-redes (Bhrak-chei)
Una pistola o guantelete de alta tecnología que en las películas se visualiza con un lanzaredes normal. Las redes están formadas por algún filamento metálico desconocido y cuando se dispara fija a la víctima al suelo gracias a unas puntas que se clavan y hacen imposible escapar ya que la red, mediante un mecanismo desconocido de torsión dinámica, se tensa progresivamente torturando a la víctima ya que el filamento de la red corta la carne. Esto a menos que la víctima tenga un arma que pueda cortar la red, lo cual es difícil (casi imposible) para un humano puesto que en Alien vs Depredador se ve que al intentar cortar la red con un cuchillo de combate hecho de acero, el cuchillo es cortado por la red, o en el caso de un xenomorfo, su sangre ácida disuelve y rompe la red dificultando su captura.

#### Dart Gun (Kv'vurj-de)
Se trata de una pistola que lanza flechas de igual forma que una ballesta, es pequeña y usa aire comprimido para el disparo. Las flechas pueden contener veneno mortal en su interior.

#### Cuchillas de muñeca (Dah'kte)
Son unas largas cuchillas introducidas en el antebrazo del cazador que al apretar el puño se extienden y son capaces de cortar cualquier metal. Tienen una longitud de 40 a 80 centímetros, pueden girar 180 grados y son retráctiles. Solo un alien puede competir con esta arma aunque los Predator disponen a veces de una cuchilla inmune a cualquier tipo de ácido.

#### Shuriken
Pequeño disco que al apretar un botón extiende sus seis cuchillas aserradas. Se usa como el disco inteligente pero de menos tamaño y como un bumerán, para retractar las cuchillas debe agitarse dos veces.

#### Látigo
Arma que el depredador usa para eliminar adversarios a una distancia no muy larga, lo lanza y al atrapar a su víctima tira del látigo y la presión se encarga de dividir a su oponente en distintas secciones.

#### Disolvente
Esta herramienta, la cual se muestra en acción en Aliens vs Predator: Requiem, ha sido usada por los depredadores desde Predator II. Su función básica es corroer a las víctimas del Predator o de los Aliens sin dejar ningún tipo de huella o rastro, para que los humanos no roben su tecnología y sigan desconociendo a su raza y a los Aliens. Esta sustancia ha mostrado ser altamente corrosiva tanto para aliens como otras especies, por tener algunos compuestos de sustancias químicas, las cuales potencian este efecto; esto provoca que puede disolver la materia ordinaria y afectar de tal forma a los tejidos de un alien.

#### Vallas láseres
Son unos dispositivos que se adhieren a cualquier superficie y se activan por medio de una pequeña computadora que tienen los Predator en su brazo. Este dispositivo libera unos láseres capaces de cortar a cualquier individuo. Forman una barrera las cuales les sirven a los predadores para encarcelar a un enemigo, para poner un perímetro o para ayudarle en la destrucción de oponentes que en mayor número, al empujarlos hacia las barras.

#### Espada extensible
Las hay largas y cortas, y algunas pueden ser retraídas para ocupar el menor espacio posible. Suelen estar adornados con huesos y conchas.

#### Kit de primeros auxilios
Cuando el predator recibe heridas serias puede cauterizarlas con este sistema que incluye una bandeja autodesplegable, material quirúrgico y productos químicos. El proceso, practicado por el propio cazador sin ninguna anestesia, es altamente doloroso.

#### Matadepredadores
Una armadura robótica integral creada por lo yautjas y entregada a los humanos en El Depredador para combatir a una facción yautja que se alejó de las doctrinas de su sociedad y utilizó ADN de otras especies para modificarse y hacerse más fuerte de forma artificial. El Matadepredadores en su forma pasiva tiene el aspecto de un protector metálico para el antebrazo con dos apéndices horizontales que salen desde la muñeca. El dispositivo se mantiene en estado latente hasta encontrar un anfitrión, en cuyo caso se activa adhiriéndose al cuerpo y convirtiéndose en escamas móviles que cubren al individuo hasta formar una armadura metálica que emula el aspecto de un yautja ataviado para la cacería. El matadepredadores es dirigido por una poderosa computadora que parece poder tomar el control del cuerpo anfitrión y comunicarse con sistemas informáticos de otras especies. Su arsenal parece una versión desproporcionada y más poderosa de todas las armas rituales de los yautjas, mostrando poseer largas cuchillas retráctiles en sus antebrazos y dos enormes cañones de plasma, uno en cada hombro, equipados respectivamente con tres miras láser que le permiten apuntar a múltiples blancos simultáneamente.

#### Otros
Además de las armas ya citadas hay otras que también son dignas de mencionarse como son los cañones lanzadores, el lanzallamas, los machetes, las granadas, el spray químico, la pistola arpón, la navaja de mano y las trampas. En este caso serían las llamadas "minas" mencionadas en el videojuego "Predator Concrete Jungle" (hay 4 tipos las minas de pulso, las bombas incendiarias, las trampas sónicas y las minas de plasma).

## Miembros destacados
- Jungle Hunter: antagonista de la obra original, el primer yautja conocido. En 1987 llegó a la selva de Guatemala, allí se dedicó a cazar a los miembros de las guerrillas y los equipos militares estadounidenses que eran enviados para misiones de inteligencia. Cuando un equipo mercenario comandado por el Mayor Alan Dutch Schaeffer fue contratado por el gobierno estadounidense para llevar a cabo una misión, el alienígena se dedicó a rastrear y asesinarlos sistemáticamente hasta que Dutch fue el último sobreviviente, sin embargo, éste utilizó lo que había aprendido de la criatura para enfrentarlo y derrotarlo explotando sus debilidades físicas. Jungle Hunter, tras verse superado por su oponente, se autodestruyó utilizando la bomba en su muñequera.
- City Hunter: segundo yautja conocido y antagonista de la primera secuela. Hace acto de presencia en 1997, durante una guerra entre los carteles de narcotraficantes colombianos y jamaiquinos de la ciudad de Los Ángeles generando un caos entre ambas bandas, mientras es perseguido por agentes de la CIA, quienes pretenden capturarlo para apoderarse de su tecnología. City Hunter señala como la máxima presa al teniente Michael "Mike" Harrigan, el más rudo policía de la ciudad, quién decide enfrentarlo después de que el alienígena asesinara a algunos de sus hombres. El consecuente enfrentamiento termina con ambos dentro de la nave espacial alienígena donde sostienen un duelo a muerte mano a mano que el policía gana, siendo reconocido como un notable por el resto de la partida de cazadores yautja.
- Greyback: mostrado originalmente como el Elder a cargo de la partida de caza que llegó en 1997 a la ciudad de Los Ángeles. Cuando el detective Harrigan derrotó y asesinó a City Hunter, lo reconoció como un notable y le regaló uno de sus trofeos, una pistola de pedernal del siglo XVIII. En el cómic Predator 1718, se revela que visitó la Tierra ese año y señaló al capitán pirata Rafael Adolini como el trofeo que deseaba, sin embargo, cuando el humano fue víctima de un motín por parte de su tripulación, ambos terminaron peleando espalda con espalda para derrotar a los traidores, como consecuencia de este enfrentamiento Adolini moriría, pero no sin antes regalar su pistola, en la que estaba grabado su nombre y el año de manufacturación, al cazador que lo ayudó.[11]
- Broken Tusk: protagonista del primer cómic crossover de las franquicias Predator y Alien. En un futuro lejano los humanos han colonizado el planeta Ryushi y fundaron una comunidad ganadera llamada Prosperity Wells, sin saber que este planeta era un coto de caza utilizado por los yautjas para llevar a cabo las ceremonias de sangrado de sus jóvenes. Ignorando que allí vivían humanos, una partida de caza aterriza en el planeta, pero su nave es destruida en un accidente que libera a los xenomorfos y deja a los jóvenes cazadores sin supervisión, por lo que se dedican a matar a los humanos por diversión sin importarles si se trata de ancianos, mujeres o niños. Los colonos encuentran herido al líder de la partida de caza, a quien nombran Broken Tusk, y lo ayudan a sanar sus heridas; en agradecimiento, el cazador los protege tanto de xenomorfos como de yautjas y finalmente pierde la vida ayudando a matar a la reina alien; antes de morir hace la ceremonia del sangrado en Machiko Noguchi, líder de la colonia, marcándola con el símbolo del su clan y reconociéndola así como un notable y un Guerrero adulto poseedor de todos los derechos y privilegios que su cultura da a esos títulos.[10]
- Scar: protagonista del primer crossover fílmico con la franquicia Alien. Recibe su nombre ya que de los tres jóvenes yautjas que tomaron la prueba de iniciación en isla Bouvetoya, fue el único que logró asesinar un xenomorfo y usar su sangre corrosiva para marcar su rostro con el símbolo de su clan. A pesar de su apariencia, es sólo un muchacho que acaba de entrar en la adolescencia y busca terminar su ceremonia para ser reconocido como un adulto. Durante el ritual, el exceso de humanos en el templo hizo que la ceremonia se saliera de control cuando los muchachos no pudieron obtener sus cañones de plasma y la población de xenomorfo aumentara permitiéndoles liberar a la reina que permanecía cautiva en la pirámide. Scar conocería allí a Alexa Woods, una humana que se ganó su respeto, por lo que decidió ayudarla a sobrevivir y juntos destruyeron la pirámide junto a los xenomorfos. Sin embargo, Scar moriría enfrentando a la reina, pero al igual que Broken Tusk, antes de fallecer hizo el ritual del sangrado en Alexa como reconocimiento por su valor y hazañas.
- Wolf: un cazador solitario sumamente poderoso y letal, incluso para los parámetros de su especie. Aparece en AVP Réquiem; es el único yautja que se entera del fracaso de la partida de caza de isla Bouvetoya y del nacimiento del predalien, decidiendo viajar sin compañía a la Tierra para exterminarlo a él y a los xenomorfos que le obedecen. Tras localizarlos en un pequeño pueblo en Colorado, Estados Unidos, se dedica a exterminar a las criaturas y a los humanos que atestiguan su presencia. Muere mientras pelea mano a mano contra el predalien cuando el gobierno estadounidense bombardeó el pueblo con armas de destrucción masiva para acabar con la invasión.
- Kaail: fue el primer yautja, conocido también como Alpha Predator y como El Primer Cazador, aparece en el juego Predator: Hunting Grounds. Fue un esclavo Hish-qu-Ten que lideró un levantamiento a gran escala contra los Amengi, los entonces gobernantes de Yautja Prime. Su triunfo contra los Amengi lo convirtió en una figura legendaria dentro de la sociedad Yautja. Nació como esclavo albino hace miles de años y al igual que con muchos otros Hish, fue sometido a experimentos y mutaciones, mejorado artificialmente hasta ser convertido en lo que hoy se conoce como yautja y entrenado para ser un gladiador. Si bien parecía leal a sus captores, se alió con otros esclavos e inició una revolución a gran escala donde los Amengi fueron aniquilados. Kaail usó un cadáver Amengi para crear la primera máscara y armadura corporal con su exoesqueleto.
- Big Mama: una de las protagonistas que compone la trinidad más improbable de la franquicia AVP en el cómic Aliens/Predator: Deadliest of the Species. En un futuro lejano los humanos han debido abandonar la Tierra y establecerse en colonias orbitales ya que el planeta ha sido infestado por xenomorfos. Allí Big Mama se presenta ante Caryn Delacroix, una mujer genéticamente diseñada para ser una esposa trofeo de un millonario. La cazadora alienígena le revela que la conoció en una vida previa donde era conocida como Ash Parnall, una ruda notable que fue su compañera de armas. Big mama busca a Caryn ya que el mismo hombre que traicionó y asesinó a la humana ha secuestrado a sus hijos; ambas hacen equipo con La Reina Madre, una poderosa y legendaria reina xenomorfo y única sobreviviente de su colmena, juntas inician un viaje para buscar y acabar con el hombre que se atrevió a convertir a las tres en sus enemigas.
- Fugitive: un yautja que llegó al planeta tierra escapando de una facción que realizaba experimentos genéticos para incrementar el poder de la especie. Aparece en la película El Depredador. Según parece, él mismo fue objeto de manipulación genética ya que los estudios realizados en la tierra revelaron que su ADN era parcialmente humano. Al llegar a este planeta fue herido y capturado por una agencia secreta del gobierno estadounidense que intentaba controlar su tecnología. Fue asesinado por Upgrade predator cuando se negó a revelar la ubicación de su nave y el cargamento que transportaba. Su misión entregar a los terrícolas la armadura de combate conocida como El Matadepredadores, para que nuestra especie tuviera una oportunidad de sobrevivir si llegaba a enfrentarse a los yautjas modificados.
- Upgrade: un poderoso y peculiar yautja perteneciente a una facción que realizaba experimentos genéticos en su propia especie; es el antagonista de la película El Depredador. A diferencia de otros miembros de su especie no utiliza armas de energía para combatir y sólo viste un protector en su pelvis. Las modificaciones genéticas de las que ha sido objeto le dan una apariencia peculiar y poderosa, con una estatura que excede los cuatro metros y otro juego de articulaciones en sus piernas, además, le ha sido injertado un blindaje subcutáneo que hace prácticamente imposible lastimarlo con armas humanas. Llegó a la tierra persiguiendo a Fugitive predator en un intento de evitar que entregara El Matadepredadores a nuestra especie, una vez aquí se interesó en apoderarse de Rory McKenna, un niño autista intelectualmente superdotado a quien veía como el siguiente paso en la evolución humana. Por ello, acabó enfrentando al padre del muchacho y a un grupo soldados fugitivos de un sanatorio que se sacrificaron luchando contra él hasta rescatar al niño y asesinarlo.
- Feral: antagonista de la película Prey. Un yautja que viajó a la tierra y aterrizó en las Grandes Llanuras en 1719, donde escogió como sus presas a los guerreros de una tribu comanche que habitaba la zona. Eventualmente acaba enfrentándose a una muchacha llamada Naru, a quien había subestimado por no considerarla digna de ser una presa. Sin embargo, se ve en serios problemas para capturarla y asesinarla, hasta que finalmente la joven saca ventaja de la visión térmica del yautja y combinándolo con su habilidad como cazadora logra emboscarlo y asesinarlo.

## Películas
Para la primera película los creadores querían que el Predator fuese ágil, fuerte y tuviese conocimientos de artes marciales por lo que primero se pensó en Jean Claude Van Damme pero finalmente se negó debido a los "stunts" peligrosos y fue quitado y reemplazado por Kevin Peter Hall. En la primera película, después de seis meses de trabajo en las junglas de Palenque, México y algunas escenas grabadas en Selva Negra, Nicaragua Stan Winston, el creador del Predator pudo hacer uno nuevo que finalizó en febrero de 1987.

### Depredador
En la película estrenada en 1987, un grupo de fuerzas especiales estadounidense, altamente entrenado, es enviado a la jungla de Guatemala para localizar a un importante dignatario accidentado en la zona. Los soldados no encuentran al sujeto, pero sí un helicóptero y a sus ocupantes salvajemente mutilados, por lo que asumen que es una venganza de los guerrilleros. Así mismo, encuentran los restos mutilados de un grupo de soldados norteamericanos; este grupo también era de fuerzas especiales (boinas verdes). Una vez que han dado la misión por finalizada se encuentran con algo extraño que los acecha en la espesura de la selva y cuyo origen no logran descubrir. Uno por uno caza a todos los componentes menos a Dutch (Arnold Schwarzenegger), quien sobrevive y consigue vencer al alienígena, que antes de ser capturado se autodestruye.

### Depredador 2
Aparece en 1990 la secuela de Depredador, que transcurre 10 años después de los hechos narrados en la película original por lo que se ambienta en 1997. En esta ocasión un nuevo depredador llega a la ciudad de Los Ángeles donde se libra una batalla contra la droga. Al mando de la policía está el detective Mike Harrigan (Danny Glover) que de pronto ve cómo narcotraficantes y policías caen cruelmente asesinados con una ferocidad inusitada, siendo ahora los policías el blanco del asesino. Finalmente Harrigan pelea con el Predator y lo mata usando sus propias armas contra él, los de su clan se lo llevan y a cambio le dan a Harrigan un arma del siglo XVIII.

### Alien vs. Predator
En el año 2004 aparece en la "gran pantalla" una nueva película con el Predator y el Alien como protagonistas, en esta ocasión se desarrolla en el octubre de 2004 donde el dueño de "Industrias Weyland" financia una expedición a la Antártida con el objetivo de descubrir una extraña pirámide que se encuentra bajo el hielo detectada gracias a un satélite por una señal térmica. La pirámide resulta contener una reina Alien que será utilizada como rito de iniciación para los Predators.

### Alien vs. Predator 2: Requiem
Secuela de la película del 2004, que salió en los cines en 2007 y que muestra como una nave Predator se estrella contra la Tierra después de que un Predalien (híbrido de un Alien y un Predator) aniquilase a la tripulación. Un último sobreviviente de la nave consigue enviar un comunicado a su planeta antes de morir, comenzando así una lucha entre los Aliens y el Predalien contra un predator que quiere aniquilar por completo cualquier rastro de vida Alien y a todos los humanos que sean testigos potenciales.

### Predators
En 2010 y de la mano del Productor Robert Rodriguez aparece Predators dirigida por Nimrod Antal. Predators es la tercera película de la saga, la historia trata sobre un grupo de humanos que son dejados caer desde el espacio a un planeta selvático en el cual se reúnen y se dan cuenta de que están siendo cazados por una raza alienígena con avanzada tecnología. El grupo reúne a un agente de operaciones especiales, una soldado israelí, un yakuza, un soldado africano, un sicario mexicano, un médico, un soldado ruso y un asesino estadounidense, los cuales son cazados sin piedad por un grupo de Súper Predators.

### El Depredador
Película de 2018 dirigida por Shane Black, es la cuarta entrega de la serie Depredador. Narra la historia de Quinn McKenna un francotirador de las fuerzas especiales perseguido por el gobierno por robar tecnología yautja en su última misión. Quinn deberá hacer equipo con un grupo de veteranos prófugos mentalmente inestables para rescatar a su hijo autista de un extraño y poderoso yautja que ha señalado al niño como su siguiente presa tras ver que este pudo descifrar su lenguaje.

### Prey
Quinta entrega y primera precuela de la serie fílmica, dirigida por Dan Trachtenberg en 2022. Ambientada en 1719, relata la historia de Naru, una muchacha comanche que, mientras intenta probar a su tribu que es tan digna de ser considerada un guerrero como los varones, atestigua la llegada de un yautja a la región, lo que la pone a ella y a otras personas en la mira del alienígena y la obligará a enfrentarlo, llevando su creatividad y habilidades como cazador al límite para poder derrotarlo.

### Batman Dead End
Se trata de un cortometraje independiente de ocho minutos de duración, lanzado en 2003. Escrito y dirigido por Sandy Collora, protagonizado por el superhéroe de DC Comics, Batman, un grupo de xenomorfos y otro de yautjas.
Todo empieza con Batman poniéndose su traje mientras oye en la radio policial que The Joker ha escapado del Asilo Arkham por lo que lo rastrea hasta un callejón donde tras una corta pelea, Batman reduce a Joker y ambos se sumergen en una discusión donde se recriminan ambos ser fruto de los actos del otro. 
Cuando se dispone a llevar a Joker ante la ley, desde el techo del edificio la cola de un Xenomorfo atrapa a Joker y se lo lleva, tras asesinarlo salta sobre Batman, pero el disparo de un Yautja en el techo mata a la criatura; al ver que es el siguiente objetivo Batman usa un batarang para destruir el cañón, por lo que el cazador baja al suelo y ambos se enfrascan en una pelea mano a mano. Sin embargo la diferencia es radical y el Yautja tras vencer se dispone a decapitarlo, momento que Batman aprovecha ya que su oponente baja la guardia para atacarlo y vencerlo. Desgraciadamente en ese momento descubre que un trío de Yautjas lo espera en un extremo del callejón y en el otro un grupo de Xenomorfos. Sin mostrar temor, Batman se prepara para la pelea y el corto acaba.

## Cómics
Además de las películas, han aparecido varios cómics a cargo de la editorial Dark Horse, en donde se han enfrentado a famosos personajes de este medio, como Batman, Superman, Liga de la Justicia, Tarzán y Terminator. El crossover más famoso ha sido con la franquicia Alien, de donde han salido una serie de cómics, videojuegos y dos filmes. Existe un cómic llamado Aliens vs Predator vs The Terminator que actúa como secuela de la película Alien: Resurrección.

## Videojuegos
- Los Depredadores o Yautjas fueron protagonistas del videojuego de arcade Alien vs. Predator, de 1994, inspirado en el cómic de Dark Horse y que luego años más tarde dio inspiración a su vez a la saga de películas crossover entre estas dos criaturas. Posteriormente se lanzó Aliens versus Predator en 1999, un juego de disparos para PC.

- Predator: Concrete Jungle[17] fue lanzado para PlayStation 2 y Xbox en 2005 por parte de la extinta Eurocom.

- Aliens vs. Predator para PlayStation 3, Xbox 360 y Microsoft fue lanzado en 2010. Desarrollado por Rebellion Studios y distribuido por SEGA.

- Fue lanzada una aplicación o juego para móvil basado en Alien vs. Predator, llamado AVP: Evolution, desarrollado por Fox Digital Entertainment, Inc. y cuya última actualización recibida fue en 2016. También existe un juego para móviles sobre la película de Predators, llamado de la misma forma y desarrollado también por Fox.

- Depredador es un personaje descargable en el videojuego Mortal Kombat X de 2015,[18] junto con el Alien.

- Fue introducido el 14 de diciembre de 2017 al juego Tom Clancy's Ghost Recon Wildlands por medio de una actualización gratuita que permite a los jugadores iniciar una misión secundaria solos o en cooperativo para darle caza al cazador.[19]
- En 2020 se estrenará el videojuego Predator: Hunting Grounds en exclusiva para PlayStation 4, desarrollado por Illfonic en colaboración con 20th Century Fox.[20]
- También en el año 2021 el depredador salió en el videojuego Fortnite de la desarrolladora Epic Games cómo un enemigo y también cómo un aspecto exclusivo del pase de batalla.